# 射线电池
射线电池（又称贝塔辐射伏特效应电池）是一种使用半导体P-N结从放射源所释放贝塔粒子（电子）直接产生电流的核电池。氢的同位素氚是射线电池常用的放射源。贝塔粒子穿过半导体时电离轨迹上会产生电子-空穴对；射线电池使用电子-空穴对产生电流；射线电池与放射性同位素热电机不同，同位素热电偶使用放射源产生的热量发电；射线电池不通过热转换产生电流。
贝塔辐射伏特效应电池和阿尔法辐射伏特效应电池适用于低功率长寿命场景，如植入医学设备、军用设备、太空设备。

## 历史
贝塔辐射伏特效应电池发明于二十世纪七十年代。七十年代的一些心脏起搏器使用钷作为放射源，钷放射电池随后被锂离子电池取代。
早期半导体材料将贝塔衰变转换成电流的效率低，早期放射电池因此需要能量更高、造价更高、危险的同位素放射源。截至2019年，新半导体材料可使用放射性较低的氚作为放射源。

## 提案
射线电池主要用于位置偏远、长期无法更换电池的设备，如需要十到二十年供电的航天器。1973年有人提出在心脏起搏器等长期医疗植入设备使用放射电池。
2018年俄罗斯科学家设计一种在两层10微米金刚石中夹住一层2毫米镍-63的放射电池；该设计的输出功率约1微瓦，功率密度为10 微瓦/立方厘米，能量密度为3.3千瓦时/千克；镍-63半衰期为100年。
一篇2019年论文显示放射电池可在高于733 K（460 °C；860 °F）的高温环境（如金星表面）工作。

## 缺点
放射性材料會衰變，当发射时，它慢慢地在降低活性。因此，随着时间的推移，射线电池设备将提供更少的功率。